# Zalendschicha
Zalendschicha (georgisch წალენჯიხა) ist eine Stadt in der Region Samegrelo-Semo Swaneti im Westen Georgiens. Sie ist Sitz der gleichnamigen Munizipalität.
Sie liegt etwa 220 m über dem Meeresspiegel am Fluss Tschaniszqali und hat 3847 Einwohner (Stand 2014). Der starke Rückgang gegenüber der vorhergehenden Volkszählung (8956 Einwohner 2002) erklärt sich zum Teil aus einer verwaltungstechnischen Umgestaltung: Die fünf umliegende Ortschaften Chwiteri-Sakalandio (ხვითერი-საკალანდიო), Kweda Masandara (ქვედა მაზანდარა), Lughera-Samzazchwi (ლუღერა-სამცაცხვი), Seda Masandara (ზედა მაზანდარა) und Sghwaia (ზღვაია) mit zusammen 2541 Einwohnern (2014) gehören zwar immer noch zum Territorialorgan Zalendschicha (georgisch წალენჯიხის ტერიტორიული ორგანო, Zalendschichis teritoriuli organo) – einer gemeindeartigen, der Munizipalität unterstellten Struktur, aber nicht mehr zur eigentlichen Stadt.
Der Name der Stadt geht auf das Volk „Zani“ zurück, welches einst in der Gegend gelebt haben soll. Dieses Gebiet war nach verschiedenen historischen Quellen bereits in der Steinzeit bewohnt. Seit 1964 besitzt Zalendschicha das Stadtrecht.
Unweit von Zalendschicha befindet sich bei Dschwari die Enguri-Staumauer mit dem größten Wasserkraftwerk des Kaukasus. Sie ist zugleich die höchste Bogenstaumauer der Erde.

## Galerie

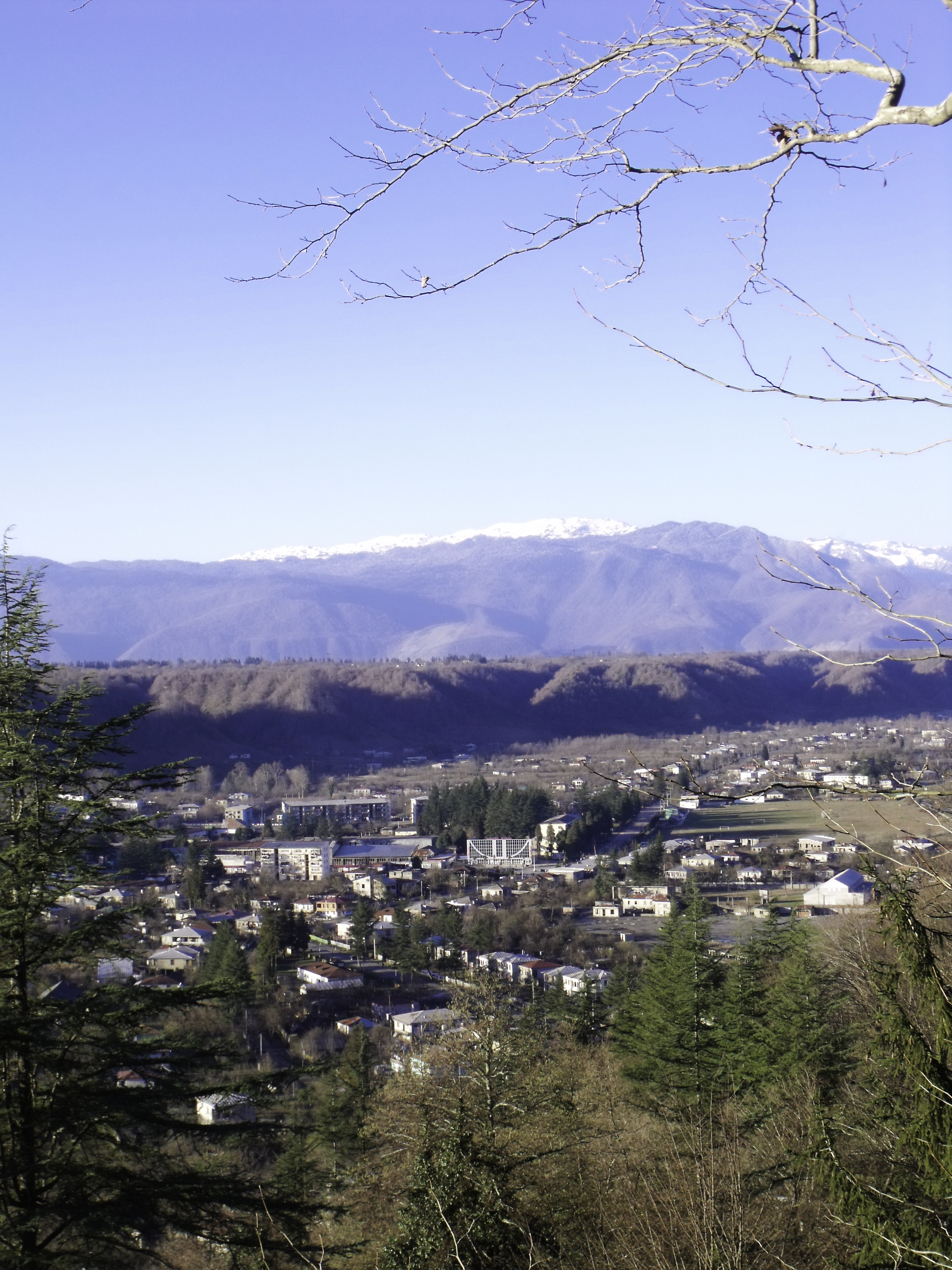
Blick über Zalendschicha
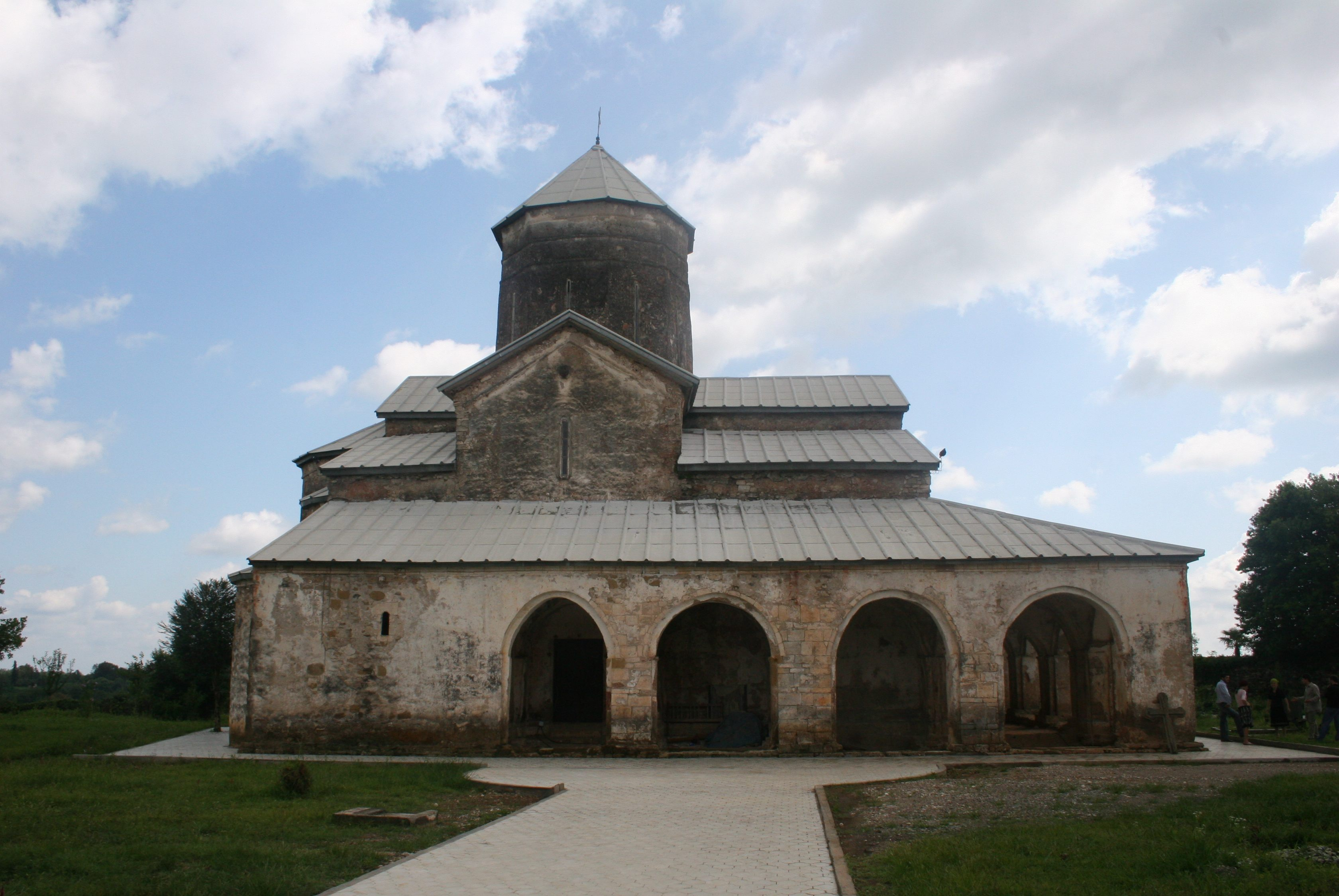
Die Kathedrale von Zalendschicha
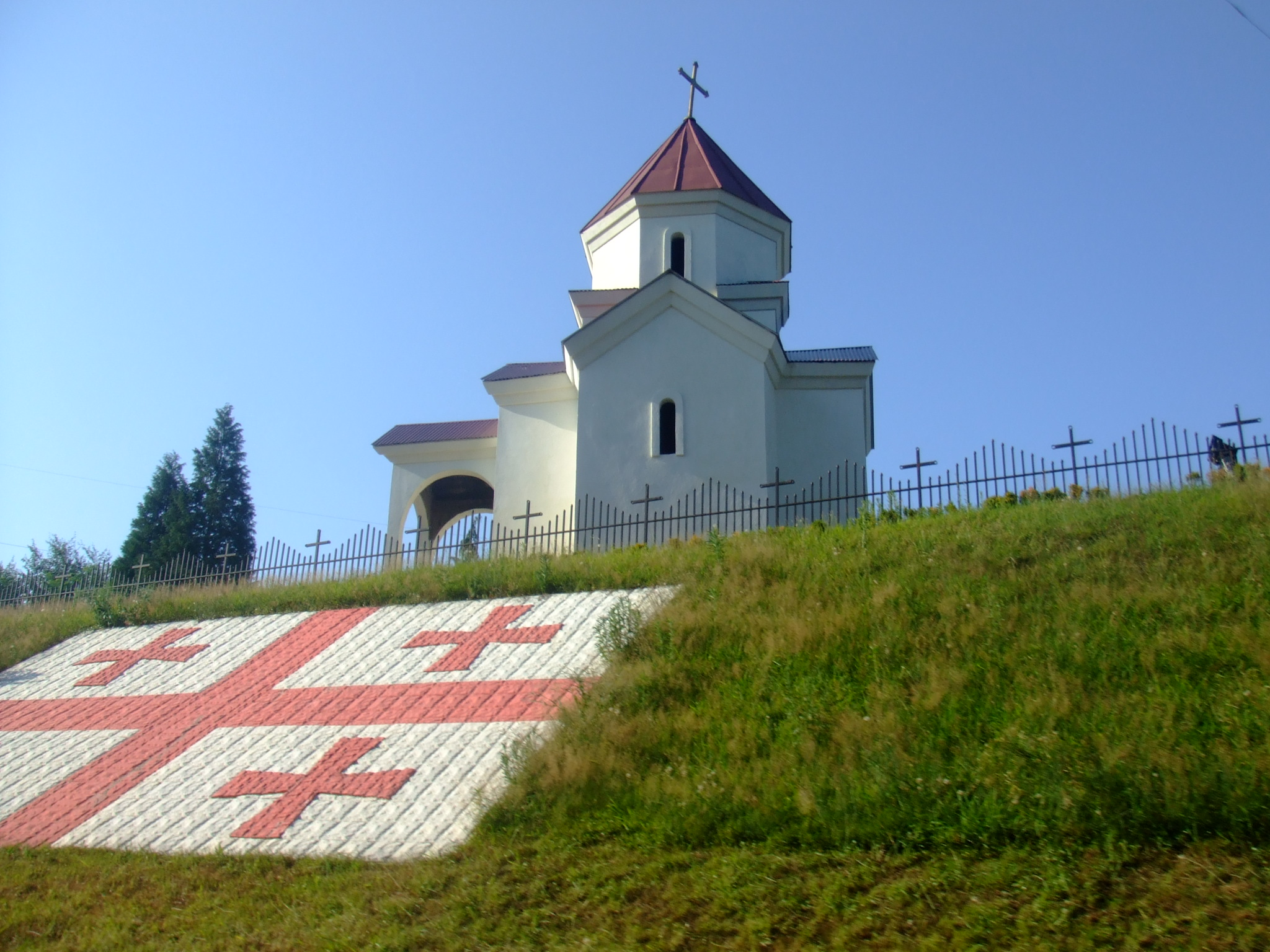
Eine Kirche in Zalendschicha
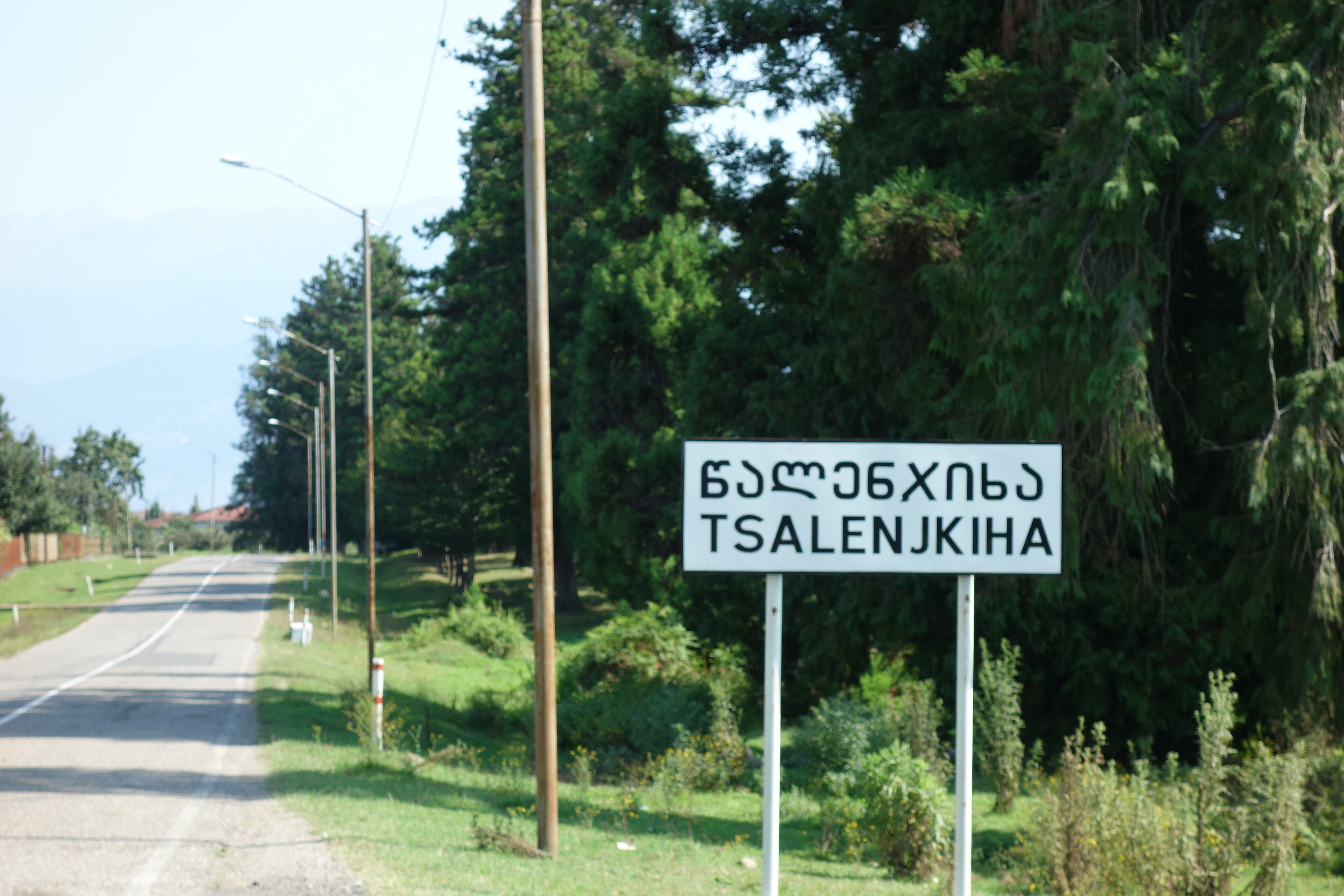
Ortsschild 1

## Söhne und Töchter des Ortes
- Terenti Graneli (1897–1934), Dichter